# زكي ديميركوبوز
زكي ديميركوبوز (بالتركية: Zeki Demirkubuz)‏ (و. 1964  م) هو مخرج أفلام، ومنتج أفلام، وكاتب سيناريو، ومونتير تركي، ولد في إسبرطة.

## وصلات خارجية
- زكي ديميركوبوز على موقع IMDb (الإنجليزية)
- زكي ديميركوبوز على موقع ألو سيني (الفرنسية)
- زكي ديميركوبوز على موقع أول موفي (الإنجليزية)
- زكي ديميركوبوز على موقع قاعدة بيانات الفيلم (الإنجليزية)
- زكي ديميركوبوز على موقع كينوبويسك (الروسية)